# Mekarsari (Cimaung)
Mekarsari is een bestuurslaag in het regentschap Bandung van de provincie West-Java, Indonesië. Mekarsari telt 6626 inwoners (volkstelling 2010).